# Prémunition
La prémunition, est une réponse de l'hôte qui protège contre la réinfestation après qu'une infection parasitaire aiguë soit devenue chronique en vue de controler la charge parasitaire et la gravité de la maladie, sans éliminer l'infection. La stérilité (une parasitémie nulle) n'est donc jamais complètement obtenue par son biais. Ce type d'immunité est relativement rapide, acquis progressivement, de courte durée de vie et partiellement efficace. Pour le paludisme, la prémunition est maintenue par une exposition répétée à l'antigène par des piqûres infectieuses. Ainsi, si une personne quitte une zone d'endémie, elle peut perdre sa prémunition et devenir sensible au paludisme.  
La prémunisation est l'induction artificielle de la prémunition.
La prémunité est le développement progressif de l'immunité chez les individus exposés chroniquement à un agent infectieux appartenant principalement aux protozoaires et aux rickettsias, mais pas aux virus. Après l'infection initiale, qui survient généralement dans l'enfance, l'effet dans les infections ultérieures est diminué tant que l'exposition est maintenue. Les infections par la suite peuvent présenter peu ou pas de symptomatologie malgré la parasitémie. L'étape suivante est la résistance à l'infection même. 
La perte de prémunité serait à l'origine du rebond du paludisme en 1965 en Inde après le succès spectaculaire du Programme national de lutte contre le paludisme qui a été lancé pour l'Inde rurale en 1953. 
La prémunité survient dans les infections de la babésiose,, du paludisme,, par Onchocerca volvulus, et par Trichomonas .

## Mécanisme
L'action des anticorps contribue à la prémunition. Cependant, son mécanisme est probablement beaucoup plus complexe que la simple interaction anticorps/antigène. Dans le cas du paludisme, les stades des sporozoïtes et des mérozoïtes de Plasmodium provoquent la réponse humorale qui conduit à la prémunition : l'Ig E cible les parasites et conduit à une dégranulation des éosinophiles qui libèrent la protéine basique majeure qui endommage les parasites, mais aussi d'autres facteurs provoquant une réponse inflammatoire locale. Or, Plasmodium peut changer ses antigènes de surface, et donc la prémunition nécessite le développement d'un répertoire d'anticorps qui peut reconnaître plusieurs antigènes de surface.
La prémunition n'a pas été bien étudiée et, bien qu'elle se produise probablement à grande échelle, elle est principalement soulignée pour son rôle dans le paludisme, la tuberculose, la syphilis et la fièvre récurrente.

## Voir également
- Immunité collective
- Système immunitaire adaptatif